# 9-1-1: LA救命最前線
『9-1-1: LA救命最前線』（ナインワンワン エルエーきゅうめいさいぜんせん、原題: 9-1-1）は、アメリカ合衆国のFoxで2018年1月3日から放送されているテレビドラマ。

## あらすじ
ロサンゼルス郡ロサンゼルスのコールセンター、ロサンゼルス市警察（LAPD）、ロサンゼルス市消防局（LAFD）に勤める人種も年齢もセクシャリティも様々なヒーロー。今日も事件、事故、自然災害で助けを求める市民のために奔走する。
シーズン1
アビーは介護の必要な母のために己を忘れてオペレーターとして働いている。着任して間もない新人消防士バックは、腕は確かだが私生活は乱れている。隊長のボビーは穏やかだが私生活を決して明かそうとしない。ヘンはバックを忌み嫌う。チムニーは恋人をつなぎ止めるために話を盛る。
そんな中ロサンゼルス国際空港から飛び立った一機の航空機がロサンゼルス沖合で墜落する。

## 登場人物

### レギュラー
アシーナ・カーター・グラント
演 - アンジェラ・バセット (Angela Bassett) / 日本語吹替 - 幸田直子
ロサンゼルス市警察パトロール警官、ベテラン巡査部長。娘と息子を育てる母。118分署と担当地区が重なっているのでよく現場で一緒になる。第2シーズンからはボビーと交際し、結婚した。警部補への昇進を打診されたが、他地区への転出になるので昇進を断わった。
ロバート・"ボビー"・ナッシュ
演 - ピーター・クラウス (Peter Krause) / 日本語吹替 - 相沢まさき
ロサンゼルス市消防118分署、キャプテン。料理が得意で勤務待機中の隊員に手料理を振る舞う。かつてアルコール依存症で、ミネソタで家族と住んでいたマンションの同じ棟に一人で過ごすために別室を借りていたが、その部屋で使っていたガスストーブから出火し、建物のスプリンクラーや火災報知器が動作しない違法状態だったため火災が拡大し、妻や子どもを含め148人の死者を出す大惨事になったことの罪意識を抱えている。それ以後、やり直すためにロスに移り、私生活では世捨て人のようだったが、神父やチムニーの助言で、一歩進むことを決意しアシーナと交際を始め、結婚した。
エヴァン・"バック"・バックリー
演 - オリヴァー・スターク (Oliver Stark) / 日本語吹替 - 須藤翔
消防士。プレイボーイだったが、年上のアビゲイルに魅せられて真剣に交際した。しかしアビゲイルは海外に旅立ってしまい、戸惑っている。第2シーズン最終話では片足に大怪我を負う。怪我自体はとくに問題なく回復したが血栓症状で昏倒し、抗血液凝固剤の服用の問題で現場復帰できず、市・消防局を訴えるなど曲折があったが現場に復帰した。
ヘンリエッタ・"ヘン"・ウィルソン
演 - アイシャ・ハインズ (Aisha Hinds) / 日本語吹替 - 米倉希代子
救命士、消防士。丸坊主の女性。女性パートナーと婚姻しているレズビアン。製薬会社のMR(営業担当者)だったが、人を直接救うことに意義を感じて救命士に転職。しかし救命士としてできる医療行為に限界を感じ、メディカルスクール入学を決意。過去に交際していた女性、エヴァの子どもを養子にしている。
ハワード・"チムニー"・ハン
演 - ケネス・チョイ (Kenneth Choi) / 日本語吹替 - 赤坂柾之
救命士、消防士。コリアン系。自動車事故で追突されたトラックの積荷の鉄筋棒が後頭部から額に突き抜けたが奇跡的に一命を取り留め、後遺症もなく現場に復帰した。額に痣が残っている。マディーを追いかけてロスにやってきた夫から腹部を刺されて重傷を追うが復帰した。ボビーが停職中は118分署隊長代理を務めたが、気負いすぎて空回りした。
マイケル・グラント (シーズン1-5)
演 - ロックモンド・ダンバー (Rockmond Dunbar) / 日本語吹替 - 魚建
アシーナの元夫、建築家。実はゲイ。離婚するまでアシーナとか諍いがあったが、第2シーズンではよき友人関係になって、ボビーとも良好な関係。
アビゲイル・"アビー"・クラーク (シーズン1; シーズン3 スペシャルゲスト)
演 - コニー・ブリットン (Connie Britton) / 日本語吹替 - 藤本喜久子
911オペレーター。バックと交際していたが、母の死を契機に海外へ旅立った。シーズン3の第18話で乗っていた列車が事故に遭い、救助にきたバックと再会したが、アビーには婚約者がいた。
マディー・バックリー (シーズン2- )
演 - ジェニファー・ラブ・ヒューイット (Jennifer Love Hewitt) / 日本語吹替 - 日髙のり子
バックの姉、911オペレーター。夫の暴力から逃れて弟を頼ってロスにやってきた。看護師だった知識を活かしている。チムニーとお互い好意を持っていたが、追いかけてきた夫にチムニーが刺され自分も誘拐されたが、最後には自ら身を守り、夫の死亡で決着がついた。そのことからチムニーとの関係を踏み出せないでいたが交際を始めた。
エジムンド・"エディー"・ディアス (シーズン2- )
演 - ライアン・グスマン (Ryan Guzman) / 日本語吹替 - 上住谷崇
消防士。消防士としては新人だが、元陸軍衛生兵でシルバースター勲章受賞者。障がい者の息子を育てているシングルファーザー。別居した妻とよりを戻そうと軍を除隊しテキサスからロスにやってきて、妻と再会し関係修復中だった。しかし、消防士として出動した交通事故現場で瀕死の妻と遭遇し、今際の際に最後に少しだけ会話をした。
マーガレット・"メイ"・グラント (シーズン2- ; シーズン1 リカーリング)
演 - コリン・マサイア (Corinne Massiah) / 日本語吹替 - 島形麻衣奈
アシーナとマイケルの娘。ボビーとは義理の娘になる。
ハロルド・"ハリー"・グラント (シーズン2-6 ; シーズン1 リカーリング)
演 - マルカンソニー・ジョン・レイス (Marcanthonee Jon Reis) / 日本語吹替 - 多田このみ (シーズン1-4), 三重野帆貴 (シーズン5- )
アシーナとマイケルの息子。メイの弟。ボビーとは義理の息子になる。
クリストファー・ディアス (シーズン3- ; シーズン2 リカーリング)
演 - ギャビン・マクヒュー (Gavin McHugh) / 日本語吹替 - 小林さとみ
エディーの息子。出産時の脳への圧迫による脳性まひ者。
アルバート・ハン (シーズン4; シーズン3,6 ゲスト; シーズン5 リカーリング)
演 - ジョン・ハーラン・キム (John Harlan Kim) / 日本語吹替 - 石黒史剛
チムニーの弟。

### 準レギュラー
カーラ・プライス
演 - ココア・ブラウン (Cocoa Brown) / 日本語吹替 - 小林さとみ
在宅介護士。第1シーズンではアビーの母の介護をしていたが、第2シーズンからはバックの紹介でクリストファーの面倒をみている。
エレイン・メイナード
演 - クローディア・クリスチャン (Claudia Christian)
ロサンゼルス市警察警部。アシーナの直属の上司。

### マイナーキャスト
エヴァ・マティス
演 - アビー・ブラメル (Abby Brammell) / 日本語吹替 - 竹村知美
ヘンリエッタの元彼女でヘンリエッタとパートナーの養子の実母。刑務所から仮釈放されたが、薬物の過剰摂取で昏倒したところをヘンリエッタに助けられ仮釈放違反で再び収監された。
タティアナ
演 - レイチェル・ブレイタッグ (Rachel Breitag) / 日本語吹替 - 竹村知美
チムニーの元彼女。
マシュー・クラーク
演 - ダグ・サヴァント (Doug Savant)
アビーの兄。
ケリー・ウェッソン
演 - アジタ・ガニザダ (Azita Ghanizada) / 日本語吹替 - 竹村知美
ビルから飛び降り自殺を図ろうとしてバックに救出される男の妻。 (シーズン1 - 2)
アリ・マーティン
演 - ティファニー・デュポン (Tiffany Dupont) / 日本語吹替 - 竹村知美
地震で傾いたホテルから、バックとエディによって救出される。 (シーズン2 - )

## エピソード一覧

### シーズン一覧
| シーズン | シーズン | エピソード | 米国での放送日 | 米国での放送日 |
| シーズン | シーズン | エピソード | 初回           | 最終回         |
| -------- | -------- | ---------- | -------------- | -------------- |
|          | 1        | 10         | 2018年1月3日   | 2018年3月21日  |
|          | 2        | 18         | 2018年9月23日  | 2019年5月13日  |
|          | 3        | 18         | 2019年9月23日  | 2020年5月11日  |
|          | 4        | 14         | 2021年1月18日  | 2021年5月24日  |
|          | 5        | 18         | 2021年9月20日  | 2022年5月16日  |
|          | 6        | 18         | 2022年9月19日  | 2023年5月15日  |
|          | 7        | 10         | 2024年3月14日  | 2024年5月30日  |

### シーズン1 (2018年)
| 通算 | 話数 | タイトル           | 原題                  | 監督                           | 米国放送日    | 視聴者数 (万人) |
| ---- | ---- | ------------------ | --------------------- | ------------------------------ | ------------- | --------------- |
| 1    | 1    | 電話越しのヒーロー | Pilot                 | ブラッドリー・ブッカー         | 2018年1月3日  | 683             |
| 2    | 2    | トラウマ           | Let Go                | グウィネス・ホーダー＝ペイトン | 2018年1月10日 | 555             |
| 3    | 3    | 家族愛             | Next of Kin           | バーバラ・ブラウン             | 2018年1月17日 | 621             |
| 4    | 4    | 最悪な一日         | Worst Day Ever        | ブラッドリー・ブッカー         | 2018年1月24日 | 657             |
| 5    | 5    | 過去の呪縛         | Point of Origin       | グウィネス・ホーダー＝ペイトン | 2018年1月31日 | 621             |
| 6    | 6    | バレンタインの悲劇 | Heartbreaker          | ブラッドリー・ブッカー         | 2018年2月7日  | 664             |
| 7    | 7    | 満月の夜に         | Full Moon (Creepy AF) | マギー・カイリー               | 2018年2月28日 | 595             |
| 8    | 8    | 因果はめぐる       | Karma's a Bitch       | バーバラ・ブラウン             | 2018年3月7日  | 605             |
| 9    | 9    | とらわれの身       | Trapped               | グウィネス・ホーダー＝ペイトン | 2018年3月14日 | 655             |
| 10   | 10   | 新たな一歩         | A Whole New You       | ブラッドリー・ブッカー         | 2018年3月21日 | 663             |

### シーズン2 (2018年 - 2019年)
| 通算 | 話数 | タイトル               | 原題                      | 監督                           | 米国放送日     | 視聴者数 (万人) |
| ---- | ---- | ---------------------- | ------------------------- | ------------------------------ | -------------- | --------------- |
| 11   | 1    | プレッシャー           | Under Pressure            | グウィネス・ホーダー＝ペイトン | 2018年9月23日  | 983             |
| 12   | 2    | マグニチュード7.1      | 7.1                       | ブラッドリー・ブッカー         | 2018年9月24日  | 660             |
| 13   | 3    | 届かぬ叫び             | Help Is Not Coming        | ブラッドリー・ブッカー         | 2018年10月1日  | 609             |
| 14   | 4    | 袋小路                 | Stuck                     | サラ・ボイド                   | 2018年10月8日  | 592             |
| 15   | 5    | ひどい連中             | Awful People              | ケヴィン・フックス             | 2018年10月15日 | 588             |
| 16   | 6    | 解放                   | Dosed                     | グウィネス・ホーダー＝ペイトン | 2018年10月22日 | 564             |
| 17   | 7    | それぞれの亡霊         | Haunted                   | ロニー・ペリスター             | 2018年10月29日 | 563             |
| 18   | 8    | 進化形バック           | Buck, Actually            | ヴァルダ・バー・カー           | 2018年11月5日  | 559             |
| 19   | 9    | 救急救命士ヘン         | Hen Begins                | ジェニファー・リンチ           | 2018年11月19日 | 515             |
| 20   | 10   | 過去と未来のクリスマス | Merry Ex-Mas              | ブラッドリー・ブッカー         | 2018年11月26日 | 615             |
| 21   | 11   | 仕切り直し             | New Beginnings            | ジョン・J・グレイ              | 2019年3月18日  | 596             |
| 22   | 12   | 救急救命士チムニー     | Chimney Begins            | ジェニファー・リンチ           | 2019年3月25日  | 566             |
| 23   | 13   | 再起の時               | Fight or Flight           | ミリセント・シェルトン         | 2019年4月1日   | 616             |
| 24   | 14   | 故障                   | Broken                    | ブラッドリー・ブッカー         | 2019年4月15日  | 565             |
| 25   | 15   | オーシャンズ9-1-1      | Ocean's 9-1-1             | メアリー・ウィグモア           | 2019年4月22日  | 599             |
| 26   | 16   | ボビーの試練           | Bobby Begins Again        | ジェニファー・リンチ           | 2019年4月29日  | 549             |
| 27   | 17   | 願い事は慎重に         | Careful What You Wish For | ブラッドリー・ブッカー         | 2019年5月6日   | 581             |
| 28   | 18   | 自ら選んだこの人生     | This Life We Choose       | ブラッドリー・ブッカー         | 2019年5月13日  | 644             |

### シーズン3 (2019年 - 2020年)
| 通算 | 話数 | タイトル                 | 原題                         | 監督                           | 米国放送日     | 視聴者数 (万人) |
| ---- | ---- | ------------------------ | ---------------------------- | ------------------------------ | -------------- | --------------- |
| 29   | 1    | 親子の葛藤               | Kids Today                   | ジェニファー・リンチ           | 2019年9月23日  | 714             |
| 30   | 2    | それぞれの取り組み       | Sink or Swim                 | ブラッドリー・ブッカー         | 2019年9月30日  | 748             |
| 31   | 3    | 捜し続ける者             | The Searchers                | チャド・ロウ                   | 2019年10月7日  | 734             |
| 32   | 4    | きっかけ                 | Triggers                     | ホアキン・セディロ             | 2019年10月14日 | 631             |
| 33   | 5    | レイジ                   | Rage                         | ジャン・ターナー               | 2019年10月21日 | 654             |
| 34   | 6    | モンスター               | Monsters                     | ティナ・マブリー               | 2019年10月28日 | 626             |
| 35   | 7    | アシーナの過去           | Athena Begins                | ターシャ・スミス               | 2019年11月4日  | 608             |
| 36   | 8    | 不具合                   | Malfunction                  | ホアキン・セディロ             | 2019年11月11日 | 654             |
| 37   | 9    | 悲劇の副作用             | Fallout                      | マーカス・ストークス           | 2019年11月25日 | 614             |
| 38   | 10   | クリスマス気分           | Christmas Spirit             | アロンソ・アルヴァレス＝バレダ | 2019年12月2日  | 681             |
| 39   | 11   | 今を楽しむ               | Seize the Day                | サラ・ボイド                   | 2020年3月16日  | 697             |
| 40   | 12   | 愚か者                   | Fools                        | デヴィッド・グロスマン         | 2020年3月23日  | 703             |
| 41   | 13   | 父と息子のキャンプ       | Pinned                       | ジョン・J・グレイ              | 2020年3月30日  | 722             |
| 42   | 14   | コールセンターを奪回せよ | The Taking of Dispatch 9-1-1 | マーシャル・タイラー           | 2020年4月13日  | 763             |
| 43   | 15   | エディの過去             | Eddie Begins                 | ロバート・M・ウィリアムズ・Jr. | 2020年4月20日  | 684             |
| 44   | 16   | 逃してしまった人         | The One That Got Away        | ミリセント・シェルトン         | 2020年4月27日  | 681             |
| 45   | 17   | 無力                     | Powerless                    | クリステン・リーデル           | 2020年5月4日   | 699             |
| 46   | 18   | 次に待ち受けるもの       | What's Next?                 | ジェニファー・リンチ           | 2020年5月11日  | 729             |

### シーズン4 (2021年)
| 通算 | 話数 | タイトル         | 原題                          | 監督                           | 米国放送日    | 視聴者数 (万人) |
| ---- | ---- | ---------------- | ----------------------------- | ------------------------------ | ------------- | --------------- |
| 47   | 1    | 新しい非日常     | The New Abnormal              | デヴィッド・グロスマン         | 2021年1月18日 | 719             |
| 48   | 2    | 分かち合う孤独   | Alone Together                | デヴィッド・グロスマン         | 2021年1月25日 | 721             |
| 49   | 3    | 未来へようこそ   | Future Tense                  | マリタ・グラビアク             | 2021年2月1日  | 677             |
| 50   | 4    | 不満の種         | 9-1-1, What's Your Grievance? | ブレナ・マロイ                 | 2021年2月8日  | 686             |
| 51   | 5    | 消防士バック     | Buck Begins                   | ジャン・ターナー               | 2021年2月15日 | 684             |
| 52   | 6    | 不吉な言葉       | Jinx                          | ジャン・ターナー               | 2021年2月22日 | 673             |
| 53   | 7    | 近所付き合い     | There Goes the Neighborhood   | シャラ・ラジュ                 | 2021年3月1日  | 640             |
| 54   | 8    | 限界             | Breaking Point                | デヴィッド・グロスマン         | 2021年3月8日  | 627             |
| 55   | 9    | 予期せぬ出来事   | Blindsided                    | マーカス・ストークス           | 2021年4月19日 | 624             |
| 56   | 10   | 親の愛           | Parenthood                    | デヴィッド・グロスマン         | 2021年4月26日 | 596             |
| 57   | 11   | 緊急対応要員     | First Responders              | ターシャ・スミス               | 2021年5月3日  | 612             |
| 58   | 12   | 宝探し           | Treasure Hunt                 | デヴィッド・グロスマン         | 2021年5月10日 | 583             |
| 59   | 13   | 疑惑             | Suspicion                     | ブレナ・マロイ                 | 2021年5月17日 | 593             |
| 60   | 14   | 生き残った者たち | Survivors                     | ロバート・M・ウィリアムズ・Jr. | 2021年5月24日 | 635             |

### シーズン5 (2021年-2022年)
| 通算 | 話数 | タイトル                 | 原題                      | 監督                       | 米国放送日     | 視聴者数 (万人) |
| ---- | ---- | ------------------------ | ------------------------- | -------------------------- | -------------- | --------------- |
| 61   | 1    | パニック                 | Panic                     | ブラッドリー・ブッカー     | 2021年9月20日  | 508             |
| 62   | 2    | 絶望的な時間             | Desperate Times           | ブラッドリー・ブッカー     | 2021年9月27日  | 545             |
| 63   | 3    | 必死の策                 | Desperate Measures        | ベン・ヘルナンデス・ブレイ | 2021年10月4日  | 525             |
| 64   | 4    | 壊された家               | Home and Away             | ブレナ・マロイ             | 2021年10月11日 | 525             |
| 65   | 5    | プレッシャーに負けて     | Peer Pressure             | ジャクリン・セディロ       | 2021年10月18日 | 528             |
| 66   | 6    | 塀の中の9-1-1            | Brawl in Cell Block 9-1-1 | ポーラ・ハンジカー         | 2021年11月1日  | 520             |
| 67   | 7    | 過去という亡霊           | Ghost Stories             | クリステン・ウィンデル     | 2021年11月8日  | 501             |
| 68   | 8    | 守るべきもの             | Defend in Place           | ジェームズ・ウォン         | 2021年11月15日 | 511             |
| 69   | 9    | 過ぎ去りし日々           | Past Is Prologue          | マーカス・ストークス       | 2021年11月29日 | 537             |
| 70   | 10   | クリスマスの贈り物       | Wrapped in Red            | ブレナ・マロイ             | 2021年12月6日  | 539             |
| 71   | 11   | 監視の目                 | Outside Looking In        | シャーナ・ダギンズ         | 2022年3月21日  | 537             |
| 72   | 12   | ボストン                 | Boston                    | ドワイト・リトル           | 2022年3月28日  | 497             |
| 73   | 13   | あなたが怖いもの         | Fear-o-Phobia             | マーカス・ストークス       | 2022年4月11日  | 506             |
| 74   | 14   | ただの偶然               | Dumb Luck                 | ジョン・J・グレイ          | 2022年4月18日  | 504             |
| 75   | 15   | 何かを逃す恐怖           | FOMO                      | マリタ・グラビーク         | 2022年4月25日  | 508             |
| 76   | 16   | メーデー                 | May Day                   | ジャン・カルロス・コト     | 2022年5月2日   | 512             |
| 77   | 17   | ヒーロー・コンプレックス | Hero Complex              | マリタ・グラビーク         | 2022年5月9日   | 530             |
| 78   | 18   | 新たな出発               | Starting Over             | クリステン・ウィンデル     | 2022年5月16日  | 555             |

### シーズン6 (2022年-2023年)
| 通算 | 話数 | タイトル           | 原題                 | 監督                                  | 米国放送日     | 視聴者数 (万人) |
| ---- | ---- | ------------------ | -------------------- | ------------------------------------- | -------------- | --------------- |
| 79   | 1    | 勝負を始めよう     | Let the Games Begin  | ジャン・ターナー                      | 2022年9月19日  | 482             |
| 80   | 2    | 衝突と学び         | Crash & Learn        | ジャン・カルロス・コト                | 2022年9月26日  | 456             |
| 81   | 3    | 身近に潜む悪魔     | The Devil You Know   | スティーヴン・ツチダ                  | 2022年10月3日  | 500             |
| 82   | 4    | 動物の本能         | Animal Instincts     | マイケル・メディコ                    | 2022年10月10日 | 490             |
| 83   | 5    | 住居侵入           | Home Invasion        | マリタ・グラビーク                    | 2022年10月17日 | 497             |
| 84   | 6    | 明日がある限り     | Tomorrow             | ポーラ・ハンジカー                    | 2022年10月24日 | 515             |
| 85   | 7    | 呪われし者         | Cursed               | クリステン・ウィンデル                | 2022年11月7日  | 509             |
| 86   | 8    | あなたの夢は?      | What's Your Fantasy? | マリタ・グラビーク                    | 2022年11月14日 | 494             |
| 87   | 9    | サンタアナの風     | Red Flag             | ブレナ・マロイ                        | 2022年11月28日 | 496             |
| 88   | 10   | 閃光               | In a Flash           | ブラッドリー・ブッカー                | 2023年3月6日   | 495             |
| 89   | 11   | 向こうの世界       | In Another Life      | ジャクリン・セディロ ジャン・ターナー | 2023年3月13日  | 438             |
| 90   | 12   | 蘇生               | Recovery             | ジョン・J・グレイ                     | 2023年3月20日  | 441             |
| 91   | 13   | 複雑な思い         | Mixed Feelings       | ジハン・ムラド・バラー                | 2023年4月10日  | 448             |
| 92   | 14   | パフォーマンス不安 | Performance Anxiety  | シャーナ・ダギンズ                    | 2023年4月17日  | 446             |
| 93   | 15   | 死と税金           | Death and Taxes      | グレッグ・シロタ                      | 2023年4月24日  | 453             |
| 94   | 16   | なくした物の行方   | Lost & Found         | ブレナ・マロイ                        | 2023年5月1日   | 417             |
| 95   | 17   | 恋の予感           | Love Is in the Air   | ジャン・カルロス・コト                | 2023年5月8日   | 448             |
| 96   | 18   | 誰かのために       | Pay It Forward       | ブラッドリー・ブッカー                | 2023年5月15日  | 432             |

### シーズン7 (2024年)
- 第4話「バックのやきもち」は、リアリティ番組『バチェラー』とのクロスオーバー・エピソード

| 通算 | 話数 | タイトル         | 原題                          | 監督                       | 米国放送日    | 視聴者数 (万人) |
| ---- | ---- | ---------------- | ----------------------------- | -------------------------- | ------------- | --------------- |
| 97   | 1    | 危機を回避せよ   | Abandon Ships                 | ジョン・J・グレイ          | 2024年3月14日 | 493             |
| 98   | 2    | 絶体絶命         | Rock the Boat                 | ブラッドリー・ブッカー     | 2024年3月21日 | 542             |
| 99   | 3    | 転覆             | Capsized                      | ブラッドリー・ブッカー     | 2024年3月28日 | 553             |
| 100  | 4    | バックのやきもち | Buck, Bothered and Bewildered | チャド・ロウ               | 2024年4月4日  | 476             |
| 101  | 5    | 知らない私       | You Don't Know Me             | ブレナ・マロイ             | 2024年4月11日 | 461             |
| 102  | 6    | 花婿大脱走       | There Goes the Groom          | ジョン・J・グレイ          | 2024年5月2日  | 428             |
| 103  | 7    | 過去の幻影       | Ghost of a Second Chance      | ジェームズ・ウォン         | 2024年5月9日  | 439             |
| 104  | 8    | ステップ9        | Step Nine                     | ジョン・J・グレイ          | 2024年5月16日 | 369             |
| 105  | 9    | すべては灰に     | Ashes, Ashes                  | クリスティン・カラフィアン | 2024年5月23日 | 454             |
| 106  | 10   | 崩壊             | All Fall Down                 | ジョン・J・グレイ          | 2024年5月30日 | 519             |